# Щербинки (Нижний Новгород)
Щерби́нки — микрорайон в Приокском районе Нижнего Новгорода. 

## Происхождение названия
Изначально на месте микрорайона находилась деревня под названием Щербинки, которая вошла в черту города в 1947 году. Название деревни Щербинки объяснялось выщербинами (ямами) на дороге в этой местности, когда деревня появилась на картах под таким названием. Щербинки — позднее название деревни. Древнее название — Новцы известно по летописным указаниям с 1172 года.

## Расположение микрорайона
Микрорайон Щербинки расположен в южной части Приокского района Нижнего Новгорода.

## История
Место на Дятловых горах, где ныне располагается микрорайон впервые предположительно фигурирует в Радзивиловской летописи в 1172 году из-за того, что здесь произошло сражение русских дружин во главе с Мстиславом Андреевичем и Борисом Жидиславичем с мордвой. Военные столкновения между мордвой и дружинами русских князей, длившиеся на протяжении нескольких столетий, в Цнинско-Окско-Сурском междуречье  имели крайне ожесточенный характер. Новцы — русское название для места, обжитого или распаханного совсем недавно. Из указанного там названия — Новцы следует, что тогда оно было не обжито. По свидетельству известного нижегородского этнографа П. И. Мельникова-Печерского изначально деревня Щерби́нка располагалась ближе к Оке. Потом она была перенесена в овраг к Ляхово. Интересно, что Новцами назывался именно овраг, куда перенесли деревню. С XVIII-XIX веков известно название деревни с множественным числом - Щерби́нки, которое позаимствовал микрорайон. В 1870 году деревня вошла в состав Бешенцевской волости. По состоянию на 1886 год в деревне насчитывалось 28 дворов и проживало 123 человека, находилось волостное правление. После Октябрьской революции на территории волости было образовано 19 сельсоветов по числу входивших в волость сельских населенных пунктов (за исключением поселка Мыза). С 1927-го года деревня Щербинки была центром Щербинского сельсовета в составе Печерского района. В 1947 году деревня вошла в черту города. К 1960-м годам Приокский район стал местом развития крупных предприятий, для которых и был застроен, в том числе, микрорайон Щербинки.